# Jetzendorf
Jetzendorf è un comune tedesco di 2 933 abitanti, situato nel land della Baviera.